# Friedrich-Paul von Groszheim
Friedrich-Paul von Groszheim (Lubecca, 27 aprile 1906 – Amburgo, 2003) è stato prigioniero nei campi di concentramento tedeschi durante la seconda guerra mondiale a causa della propria omosessualità, considerata un crimine dal Partito Nazionalsocialista Tedesco dei Lavoratori.
Von Groszheim nacque a Lubecca; il padre morì nel corso della prima guerra mondiale, quando egli aveva undici anni. Pochi anni dopo morì anche la madre e Von Groszheim, insieme alla sorella, venne affidato a due zie.
Von Groszheim fu uno dei 230 uomini arrestati a Lubecca il 23 gennaio 1937 dai reparti delle SS, per il sospetto di essere gay e quindi perseguibili ai termini del paragrafo 175, che puniva con la prigionia il "crimine" dell'omosessualità. Egli subì una prima condanna a dieci mesi di carcere, durante i quali fu obbligato ad indossare un bracciale che conteneva una lettera A come abbreviazione del volgare insulto Arscheficker ("fotte-in-culo"); il triangolo rosa, simbolo distintivo degli omosessuali internati nei campi di concentramento venne infatti introdotto successivamente.
Von Groszheim, parlando della prigionia e delle torture subite per rivelare i nomi di altri omosessuali, dice:
(testimonianza di Von Groszheim)
Von Groszheim passò i dieci mesi di detenzione in una piccola cella, senza riscaldamento, pochissimo cibo e senza bagni, cosa che lo obbligò ad espletare i propri bisogni fisiologici in un angolo della cella. Pochi mesi dopo il suo rilascio venne nuovamente arrestato nel 1938 e posto davanti alla scelta, estorta con nuove torture, di essere castrato chirurgicamente oppure di essere deportato nel campo di concentramento di Sachsenhausen, presso Oranienburg. Von Groszheim scelse la castrazione; nel 1940, dopo lo scoppio della seconda guerra mondiale, egli venne richiamato per servire nella Wehrmacht, ma venne riformato a causa dell'operazione subita.
Nel 1943 Von Groszheim subi il terzo arresto, con l'accusa di essere monarchico e di aver appoggiato il kaiser Guglielmo II. Trascorse i due anni successivi come prigioniero politico nel campo di Neuengamme, nei pressi di Lubecca, fino alla liberazione da parte degli Alleati.
Dopo la guerra Von Groszheim si trasferì ad Amburgo, dove nascose la sua storia fino al 1992, quando venne intervistato, insieme ad altri omosessuali sopravvissuti, nel documentario tedesco We Were Marked with a Big A, diretto da Joseph Weishaupt e Elke Jeanron.
Non è mai stato riconosciuto dal governo tedesco quale vittima del regime nazista. Recentemente ha spiegato i motivi che lo hanno convinto a parlare delle sue tragiche esperienze:
(testimonianza di Von Groszheim)